# Templo de Jordan River (Utah)
El Templo de Jordan River, Utah, es uno de los templos construidos y operados por la Iglesia de Jesucristo de los Santos de los Últimos Días, el número 20 construido por la iglesia y uno de trece templos en el estado de Utah. Ubicado en la comunidad de South Jordan, un suburbio del Condado de Salt Lake colonizado por pioneros mormones en 1847, el templo de mármol blanco consta de un solo pináculo y jardines que en la primavera son decorados con miles de flores que, a diferencia del interior del templo, están abiertos al público.
Al templo, por su cercanía a las comunidades, acuden Santos de los Últimos Días provenientes del Condado de Salt Lake para dar alivio al histórico templo en el centro de la ciudad de Salt Lake City. El nombre del templo se debe al rio Jordán que corre desde el Lago Utah hasta el Gran Lago Salado y que se encuentra cerca del terreno del templo. El templo es el cuarto templo de mayor tamaño en la iglesia y consta también de la mayor capacidad por salón de investidura.

## Historia
El área al sur de Salt Lake City fue colonizado por pioneros mormones en 1847. En 1880, un inmigrante inglés de 19 años de nombre William Holt compró 15 acres (6,1 ha) de tierra de un tío a $2.00 por acre. En 1977 la familia de Holt donaron la parcela de tierra a la Iglesia que es donde se asienta el templo hoy día.

## Anuncio
La Primera Presidencia de la iglesia SUD anunció los planes de la construcción del templo al sur de Salt Lake City en una rueda de prensa el 3 de febrero de 1978. El objetivo del nuevo templo era dar alivio a los templos de Utah, donde se efectuaban la mitad de las ceremonias vicarias a nivel mundial. Para el anuncio también se estaban construyendo el templo en São Paulo, el templo de Tokio, Seattle en USA, el de la Ciudad de México y en Samoa Americana.

## Diseño
El arquitecto del templo de Jorday River fue Emil B. Fetzer quien diseñó el templo con un formato cuadrado, siguiendo el molde de los templos de las últimas dos décadas. La excepción fue que aunque el templo le da la cara al Este, el diseño arquitectónico es tal que el edificio no tiene entrada aparente para que parezca no tener un frente o un reverso. Se usaron síbolos en forma de lágrimas como tema arquitectónico en la cerca y la aguja del templo.

## Construcción

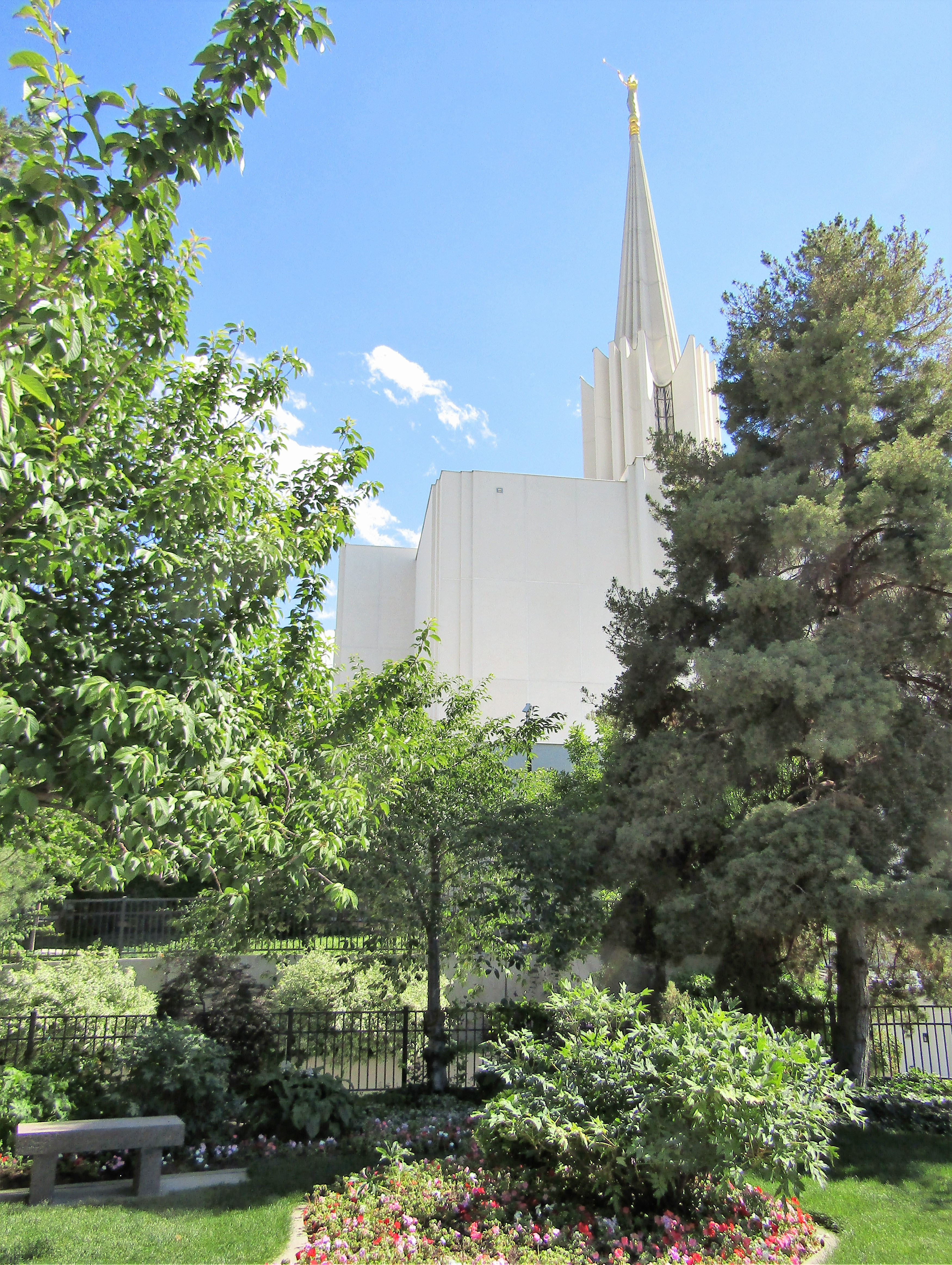
Jardines del templo y el edificio en el fondo.

El templo se construyó en un terreno obsequiado a la iglesia y el financiamiento para su construcción provino en su totalidad por fieles de las más de 120 estacas SUD de la localidad, el primer templo en no ser costeado por los fondos de diezmos de sus fieles. La ceremonia de la primera palada tuvo lugar el 9 de junio de 1979, siendo presidida por el entonces presidente de la iglesia SUD Spencer W. Kimball. Unas 15 mil personas asistieron a la ceremonia, incluyendo el gobernador del estado de Utah. Kimball, de 84 años, pronunció su discurso, ofreció una oración y luego se subió a un gran cargador frontal para recoger el primer balde de tierra, partiendo de la tradicional ceremonia de pala y tierra.
El templo se construyó a base de piedra fundida blanca con astillas de mármol blanco-olimpia proveniente de Cerdeña. La torre parece ser del mismo material, aunque contiene una especie de fibra de vidrio en vez de mármol, una resina de polímero acrílico para reducir el peso. Los paneles de piedra tienen un tema arquitectónico repetido de arco invertido, generalmente en grupos de tres. El templo cuenta con vidrieras con patrones geométricos abstractos que brillan desde su interior por la noche y dejan entrar el sol a su interior.
El templo cuenta con seis salones empleados para las ordenanzas SUD, 17 salones de sellamientos matrimoniales y un batisterio sostenidos por 12 estatuas de bueyes, cada uno representando simbólicamente una de las tribus de Israel. Es uno de cuatro templos en el mundo con seis salones de investiduras, cada uno tiene una capacidad de 125 personas, más que la capacidad de los templos SUD construidos en el pasado. El templo tiene un área de 13.772 metros cuadrados de construcción en un terreno de 6,1 hectáreas. El diseño del templo de Jordan River es simétrico, con el pináculo en el centro del edificio, de manera que no parece tener una fachada frontal, lateral o posterior: es decir, que los cuatro costados del templo son visualmente idénticos pero la puerta de entrada está encarada hacia el este.
Después de adquirir formalmente la propiedad, la iglesia se enteró de que el templo se extendía a ambos lados de dos áreas con diferentes leyes de zonificación, South Jordan y West Jordan. La porción del templo en la sección con regulaciones más restrictivas para la altura de construcciones no abarcaba las partes más altas del templo. Por ello, no hubo restricciones de altura en la zona donde se construiría la torre de 200 pies (61,0 m) de altura con la estatua de Moroni, evitandose así el desafío de diseñar nuevos planos. 
El templo de Jordan River es uno de cinco templos SUD en el mundo cuya estatua del ángel Moroni se encuentra sosteniendo en un brazo una representación de las planchas de oro, que según la teología restauracionista, sería de donde Joseph Smith traduciría el Libro de Mormón. Los otros templos con la misma figura de Moroni son el templo de Los Ángeles (California), el templo de la Ciudad de México, el templo de Washington, D. C. y el templo de Seattle (Washington), aunque todos de menor tamaño que el de la estatua del templo de Jordan River.
El templo de Jordan River tuvo una ceremonia de la piedra angular realizada el 15 de agosto de 1981, un mes previo a la dedicatoria del edificio. Unas 10 mil personas asistieron a la ceremonia incluyendo las autoridades generales de la iglesia y el Coro del Tabernáculo de la Manzana del Templo.

### Interior
La entrada del templo está en el costado Este. Entre el primer y segundo juego de puertas en la entrada hay una escalera que conduce al baptisterio. Al entrar en el baptisterio, se ubica una pequeña capilla para que los grupos puedan tener instrucciones y devocionales antes de comenzar los bautismos por los muertos. Luego hay una zona de espera de mayor tamaño y separada de la pila bautismal por una pared de vidrio. La habitación tiene madera oscura de moda en los años 1980 cuando se construyó el templo. El piso inferior del templo también tiene salas de capacitación para obreros del templo así como una cafetería que se instalaba en todos los templos de mayor tamaño. En el 2022, todas las cafeterías serían cerradas en los templos dotados de una.
El primer piso del templo alberga las oficinas del templo, un vestíbulo y vestidores. El vestíbulo cuenta con una pintura del Jardín del Edén que es copia del mural de la sala del jardín del Templo de Los Ángeles (California)). El Templo de Jordan River Utah es uno de los pocos templos con escaleras mecánicas que conducen al segundo y tercer piso y ofrecen buenas vistas de los vitrales. El segundo piso contiene una gran capilla y los salones de sellamientos matrimoniales. La capilla cuenta con un órgano electrónico con tuberías decorativos sobre la pared. Las altares para sellmaientos tienen espejos que se enfrentan, característica imagen en los templos para dar un efecto de eternidad. Los candelabros son de un estilo clásico. Los altares están hechos de piedra y en cada habitación se utilizan diferentes colores de piedra con acceso a los vitrales. Los salones para sellamiento están en los extremos norte y sur del templo. Solo el templo de St. George tiene un mayor número con un total de 18 altares.
Los salones de investidura y el cuarto celestial están en el tercer piso del templo. El Salón Celestial tiene forma ovalada con cúpula ovalada. Cuenta con numerosos espejos en las paredes con líneas de latón que combinan con el exclusivo candelabro de latón y cristal. Tanto la lámpara de araña como los espejos combinan con la arquitectura exterior aunque no contiene ninguno de los vitrales del exterior.

## Dedicación
El templo SUD de la ciudad de South Jordan fue dedicado para sus actividades eclesiásticas en quince sesiones del 16-20 de noviembre de 1981, por el apóstol mormón Marion G. Romney. El entonces presidente de la iglesia SUD Spencer W. Kimball se encontraba confinado en su habitación tras una prolongada hospitalización posoperatoria. Sin embargo, logró asistir brevemente al templo durante una de las sesiones dedicatorias e hizo un recorrido del nuevo templo con ayuda de una silla de ruedas. Kimball redactó la oración dedicatoria que fue entonces leída públicamente por Romney. Con anterioridad a ello, la semana del 29 de septiembre al 31 de octubre de ese mismo año, la iglesia permitió un recorrido público de las instalaciones y del interior del templo al que asistieron más de medio millón de visitantes.
Unos 160.000 miembros de la iglesia e invitados asistieron a la ceremonia de dedicación, que incluye una oración dedicatoria. El último templo construido en el Condado de Lago Salado fue en 1893, con la construcción del templo de Salt Lake City. Treinta de los asistentes a la dedicación en Jordan River eran hombres y mujeres de edad avanzada que habían estado en la dedicación histórica del templo de Salt Lake City. El templo es el número 20 en operaciones continuas de la iglesia. Ese año Kimball anunciaría la construcción de nueve nuevos templos, el mayor número hasta entonces anunciados por la iglesia.
A una distancia de 5 kilómetros (3,1 mi) del templo del Monte Oquirrh, son uno de los dos templos más cercanos uno del otro a nivel mundial. El templo de Provo se encuentra a 3,8 kilómetros (2,4 mi) del templo del centro de la ciudad de Provo, los dos templos más cercanos uno del otro.

## Reconstrucción
En el año 2016 el templo de Jordan River cerró por dos años de renovación. El edificio fue actualizado a los códigos de construcción y reforzado. Los sistemas mecánicos y eléctricos obsoletos fueron reemplazados con equipos modernos, los techos falsos se reemplazaron con techos de tapa dura y las escaleras mecánicas se eliminaron y reemplazaron con escaleras fijas. Se incluyeron mejoras sísmicas para el dosel de entrada, la torre y el Salón Celestial, que se fortalecieron con modificaciones en las paredes de corte y columnas reforzadas en las zapatas.
La remodelación del templo añadió una puerta por la cara Oeste del edificio para la salida de las parejas recién casadas. Esta salida permite la reunión con sus familiares y evitar el congestionamiento clásico de las puertas principales del frente del templo.